# Zagrađe (gmina Rudo)
Zagrađe (cyr. Заграђе) – wieś w Bośni i Hercegowinie, w Republice Serbskiej, w gminie Rudo. W 2013 roku liczyła 5 mieszkańców.